# Lanoux
Lanoux település Franciaországban, Ariège megyében. Lakosainak száma 62 fő (2022. január 1.). Lanoux Artigat, Castéras, Pailhès és Sabarat községekkel határos.

## Népesség
A település népességének változása:
| Lakosok száma | 63   | 40   | 55   | 48   | 52   | 51   | 50   | 51   | 55   | 62   |
|               | 1968 | 1982 | 1990 | 2006 | 2013 | 2015 | 2017 | 2019 | 2020 | 2022 |